# Zygmunt Kałużyński
Zygmunt Marian Kałużyński (ur. 11 grudnia 1918 w Lublinie, zm. 30 września 2004 w Warszawie) – polski krytyk filmowy, popularyzator historii kina, wieloletni publicysta tygodnika „Polityka”, dziennikarz i eseista, popularna osobowość telewizyjna.

## Życiorys

### Młodość
Był synem Jana Kałużyńskiego i Heleny z domu Grafczyńskiej. Jego ojciec był urzędnikiem bankowym i opuścił rodzinę, zaś matka była pianistką i nauczycielką muzyki. Po śmierci matki w czerwcu 1931 był wychowywany przez wuja, Tadeusza Grafczyńskiego, w Lublinie.
Po zdaniu matury podjął studia prawnicze na Wydziale Prawa Uniwersytetu Warszawskiego (1936–1939), równocześnie w Państwowym Instytucie Sztuki Teatralnej, w Warszawie (1937–1939) uczęszczał na wydział reżyserii, na którym wykładał Leon Schiller. Studia przerwała II wojna. Okupację niemiecką przeżył w Lublinie. Pracował w kancelarii adwokackiej wuja. Do ruchu oporu nie należał, ale pomagał AK-owcom w bezpiecznym wyprowadzaniu z miasta osób zagrożonych aresztowaniem lub represjami. W tym okresie zaprzyjaźnił się z Bogdanem Paprockim, u którego odkrył talent wokalny. W późniejszych latach akompaniował tenorowi i występował z nim na zakonspirowanych koncertach w Lublinie i Nałęczowie.
Po wojnie kontynuował naukę w Państwowej Wyższej Szkole Teatralnej w Łodzi (1947–1949). Jan Rybkowski odradził mu jednak pracę w tym zawodzie, przekonując, że to kierat.

### Kariera dziennikarska
W 1949 r. po ukończeniu studiów wyjechał razem z żoną Julią Hartwig, która pracowała w polskiej ambasadzie, do Paryża, gdzie sprzedawał prasę i pisywał do polonijnych wydawnictw. Do Polski wrócił w 1952 r.
Pracę dziennikarską rozpoczął w 1944 r. w czasopiśmie „Wieś” (1944–1948) i tygodniku „Odrodzenie”, w którym zamieszczał recenzje z pierwszych po wojnie przedstawień w lubelskim Teatrze Miejskim. Następnie publikował w czasopismach „Zielony Sztandar”, „Łódź Teatralna” (1948-1949). W Łodzi wydał w 1946 r. swą pierwszą książkę Kanikuła. Pisał także do pism: „Polityka i Świat” (Paryż 1950–1952) i „Nowa Kultura” (1952–1957). Najbardziej jednak związał się z tygodnikiem „Polityka” (1957–1993), w którym pracował do emerytury, później jako stały współpracownik. W 1985 roku otrzymał dziennikarską Nagrodę im. Bolesława Prusa.
Podczas stanu wojennego pozostał w redakcji „Polityki”. W swoich felietonach krytykował innych dziennikarzy „Polityki”, którzy po wprowadzeniu stanu wojennego zdecydowali się odejść z redakcji. Skrytykował m.in. Andrzeja Krzysztofa Wróblewskiego, którzy pomimo odejścia z tygodnika wysłał z Republiki Federalnej Niemiec teksty Kompromis bez kapitulacji i Konserwy w bieliźniarce, opublikowane w numerze 5 z 1982 roku. W innym tekście żalił się, że inny z kolegów (nie wymieniony z nazwiska) miał rozpowszechnić informacje, że po wprowadzeniu stanu wojennego w redakcji tygodnika pozostali wyłącznie urzędnicy, grafomani bez talentu oraz błazny Passent i Kałużyński.
Uczestniczył w obradach Okrągłego Stołu w podzespole do spraw środków masowego przekazu.
Dużą popularność przyniósł mu telewizyjny cykl w TVP2 Perły z lamusa (1990-2000), w którym, razem  z Tomaszem Raczkiem prezentował i omawiał najcenniejsze pozycje światowego kina, i na kanwie którego wydał trzy książki odnoszące się w tytule do pereł. Publikował również we „Wprost” debaty z T. Raczkiem na temat najnowszych przebojów kinowych. 
Był autorem wielu książek, poświęconych sztuce filmowej, złożonych z tekstów drukowanych w „Polityce”. Pisywał przeważnie o kulturze, wgłębiał się w rozważania filozoficzne, a nawet teologiczne. Jego prawdziwą pasją życia stało się jednak kino.

### Współpraca ze Służbą Bezpieczeństwa
W 1961 został zarejestrowany przez Służbę Bezpieczeństwa jako kontakt poufny o pseudonimie „Literat”. W swoich doniesieniach informował SB o działalności osób ze świata kultury, m.in. Elżbiety Czyżewskiej i Aleksandra Forda. Jego współpraca z kontrwywiadem PRL trwała do 1970. W 1987 Służba Bezpieczeństwa ponownie nawiązała z nim kontakt, rejestrując go w charakterze tajnego współpracownika. Współpraca została zerwana po kilku miesiącach przez Zygmunta Kałużyńskiego. Dokumenty potwierdzające jego współpracę zachowały się w Archiwum Instytutu Pamięci Narodowej w materiałach o sygnaturze AIPN 002086/1346/CD.

## Życie prywatne

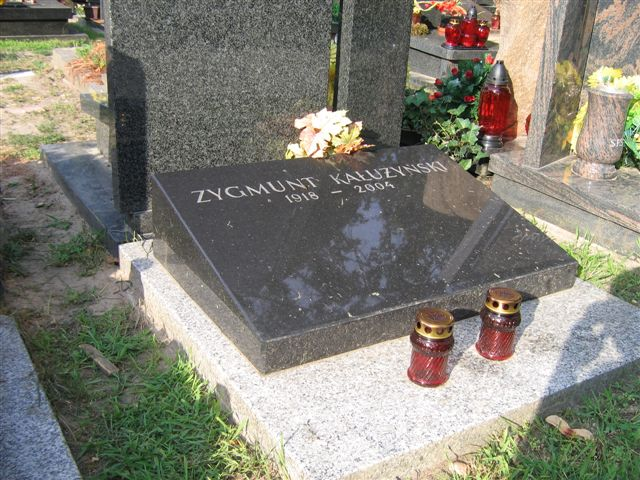
Nagrobek Zygmunta Kałużyńskiego na Cmentarzu Wojskowym na Powązkach w Warszawie, 2006

Był dwukrotnie żonaty, po raz pierwszy z Julią Hartwig, po raz drugi z amerykańską aktorką Eleonorą Griswold. 
Znany był jako przeciwnik higieny osobistej i antyklerykał. Był wielbicielem kina, komiksu, jazzu, muzyki poważnej i kultury francuskiej. Został pochowany na cmentarzu Wojskowym na Powązkach (kwatera I urnowa-16-6)

## Oceny współczesnych
Jego osoba budziła liczne kontrowersje. Według Zdzisława Pietrasika, chociaż w życiu prywatnym ciepły, dobry i uczynny, to publicznie był bezwzględnym krytykiem, zachowującym niezależność, nie bojącym się kroczyć pod prąd, nie idącym na układy. Niektórzy ludzie kina byli wręcz przekonani o szkodliwym wpływie jego działalności na polską X muzę, co obrazuje wypowiedź krytyka filmowego Andrzeja Bukowieckiego: 

Pamiętam [...] program »Sam na sam« w telewizji, kiedy po premierze «Nocy i dni» Jerzego Antczaka Kałużyński niemal pobił się z Aleksandrem Jackiewiczem ostro atakując film powszechnie uważany za wybitny. Potem do Mieczysława Rakowskiego, ówczesnego redaktora naczelnego «Polityki» przyszła delegacja reżyserów kina moralnego niepokoju, z prośbą żeby Kałużyński przestał pisać, bo on strasznie krytykował te filmy. A było to przecież kino opozycyjne, bardzo potrzebne, kino, które torowało drogę do Sierpnia 80. roku.

Sam Kałużyński bez skrępowania i z upodobaniem cytował wypowiedzi o sobie znanych luminarzy polskiej kultury. W felietonie „Pół wieku niechlujstwa”, opublikowanym 12 grudnia 1998 roku w „Polityce” zacytował negatywne wypowiedzi przedstawicieli środowiska filmowego, pochodzące od rektora Akademii Teatralnej Jana Englerta i reżyserów: Agnieszki Holland, Krzysztofa Zanussiego i Andrzeja Żuławskiego.

## Ordery i odznaczenia
- Krzyż Komandorski z Gwiazdą Orderu Odrodzenia Polski (5 marca 1997)[14]
- Złoty Krzyż Zasługi (11 lipca 1955)[15]
- Nagroda indywidualna RSW „Prasa-Książka-Ruch” (1984)[16]
- Odznaka "Zasłużony dla RSW „Prasa-Książka-Ruch” (1987)[17]
- Złota odznaka Stowarzyszenia Dziennikarzy PRL (1987)[18]
- Złota odznaka "Za zasługi dla dziennikarstwa" (1985)[19]
- Nagroda przewodniczącego Komitetu do spraw Radia i Telewizji za twórczość radiową i telewizyjną (1975)[20]

## Wyróżnienia
W 1999 roku w uznaniu zasług dla Stolicy Rzeczypospolitej Polskiej uhonorowany został Nagrodą Miasta Stołecznego Warszawy. W 2002 r. otrzymał kryształową statuetkę Gwiazdy Telewizji Polskiej, a w kwietniu 2003 roku został uhonorowany nagrodą Warszawskiej Premiery Literackiej za autobiografię Pamiętnik orchidei, czyli Zapiski ocalonego z XX wieku.

## Twórczość
- Kanikuła. Fantazja dramatyczna w 9 scenach (Przedmowa: Stefan Lichański; Czytelnik 1946)
- Podróż na Zachód (szkice; Czytelnik 1953)
- Listy zza trzech granic (recenzje i publicystyka; Czytelnik 1957)
- Nowy Kaliban. Notatki kibica z okresu fermentu (felietony; Czytelnik 1961)
- Bilet wstępu do nowego wieku (szkice i recenzje filmowe; Wydawnictwa Artystyczne i Filmowe 1963)
- Salon dla miliona (szkice; Czytelnik 1966)
- Nowa fala zalewa kino (felietony filmowe; Wydawnictwa Artystyczne i Filmowe 1970
- Pożegnanie molocha (szkice; Państwowy Instytut Wydawniczy 1972)
- Wenus automobilowa. Obyczaje współczesne na ekranie (szkice; Państwowy Instytut Wydawniczy 1976)
- Demon milionowy. Mity, obsesje, wizje dla mas (felietony; Państwowy Instytut Wydawniczy 1978)
- Seans przerywany (felietony filmowe; Wydawnictwa Artystyczne i Filmowe 1980, ISBN 83-221-0127-9)
- Superman chałturnik. Sztuka popularna o dramatach naszych czasów (szkice; Państwowy Instytut Wydawniczy 1982, ISBN 83-06-00773-5)
- Widok z pozycji przewróconego (felietony; Państwowy Instytut Wydawniczy 1985, 1986, ISBN 83-06-01209-7)
- Diabelskie zwierciadło (felietony filmowe; Wydawnictwa Artystyczne i Filmowe 1986, ISBN 83-221-0354-9)
- Paszkwil na siebie samego (Państwowy Instytut Wydawniczy 1988, ISBN 83-06-01631-9)
- Pamiętnik rozbitka (felietony; BGW 1991, ISBN 83-7066-144-0)
- Perły do lamusa? Rozmowy o filmach lat dziewięćdziesiątych (wespół z Tomaszem Raczkiem; Opus 1992, ISBN 83-7089-006-7)
- Bankiet w domu powieszonego (szkice; BGW 1993, ISBN 83-7066-519-5)
- Kolacja z celuloidu (szkice i felietony; Polski Dom Wydawniczy 1994, ISBN 83-7043-163-1)
- Poławiacze pereł (wespół z Tomaszem Raczkiem; Twój Styl 1998, ISBN 83-7163-063-8)
- Buntownik bywalec (Ars 1998, ISBN 83-904920-4-0)
- Perłowa ruletka. Leksykon filmowy (wespół z Tomaszem Raczkiem; Twój Styl 2000, ISBN 83-7163-256-8)
- Wampir Salonowiec (Twój Styl 2001, ISBN 83-7163-288-6)
- Kino na nowy wiek (Siedmioróg 2001, ISBN 83-7162-982-6)
- Pamiętnik orchidei: zapiski ocalonego z XX wieku (Instytut Wydawniczy „Latarnik” 2003, ISBN 83-917891-0-1; wyd. 2 uzupełnione pt. Pamiętnik orchidei. Pożegnania, Instytut Wydawniczy „Latarnik” 2005, ISBN 83-60000-00-X)
- Do czytania pod prysznicem: znalezione w osobistej szufladzie (Instytut Wydawniczy „Latarnik” 2004, ISBN 83-917891-6-0; Nominacja do Śląskiego Wawrzynu Literackiego, marzec 2005 r.)
- Kanon Królewski: jego 50 ulubionych filmów (wybór recenzji filmowych; wybór i oprac. Zdzisław Pietrasik; Instytut Wydawniczy „Latarnik im. Zygmunta Kałużyńskiego – Spółdzielnia Pracy „Polityka” 2005, ISBN 83-60000-06-9)
- Perły kina: leksykon filmowy na XXI wiek. Tom 1: Sensacje i science fiction (wespół z Tomaszem Raczkiem; Instytut Wydawniczy „Latarnik” 2005, ISBN 83-60000-01-8)
- Perły kina: leksykon filmowy na XXI wiek. Tom 2: Ekranizacje literatury (wespół z Tomaszem Raczkiem; Instytut Wydawniczy „Latarnik” im. Zygmunta Kałużyńskiego 2005, ISBN 83-60000-05-0)
- Perły kina: leksykon filmowy na XXI wiek. Tom 3: Komedie, przygody i animacje  (wespół z Tomaszem Raczkiem; Instytut Wydawniczy „Latarnik” im. Zygmunta Kałużyńskiego 2005, ISBN 83-60000-08-5)
- Perły kina: leksykon filmowy na XXI wiek. Tom 4: Miłość i seks (wespół z Tomaszem Raczkiem; Instytut Wydawniczy „Latarnik” im. Zygmunta Kałużyńskiego 2005, ISBN 83-60000-10-7)
- Perły kina: leksykon filmowy na XXI wiek. Tom 5: Rarytasy, niewypały i kurioza (wespół z Tomaszem Raczkiem; Instytut Wydawniczy „Latarnik” im. Zygmunta Kałużyńskiego 2006, ISBN 83-60000-13-1, ISBN 978-83-60000-13-7)
- Alfabet na cztery ręce (wespół z Tomaszem Raczkiem; Instytut Wydawniczy „Latarnik” im. Zygmunta Kałużyńskiego 2009, 978-83-60000-31-1)wyd. 2 uzupełnione pt. Alfabet na 4 ręce, Instytut Wydawniczy „Latarnik” 2009, ISBN 978-83-60000-37-3)

## Przekłady
- Jan Szembek, Dziennik. Dokument polityki sanacyjnej (z jęz. francuskiego; wstęp: Stefan Arski, Książka i Wiedza 1954).

## Opracowania
- Jan Lenica (autor tekstu; WAG 1964).
- Wojciech Zabłocki, Szablą i piórkiem (autor przedmowy; Sport i Turystyka 1982, ISBN 83-217-2389-6).